# New England Revolution
New England Revolution je američki nogometni klub, koji se natječe u MLS-u.